# Хајдучка воденица (извор)
Хајдучка воденица је крашко врело на десној обали Дунава испод Малог Штрпца, низводно од котлине Дубове у Великом Казану. 
Заједно са крашким изворима Пена (узводно) и Пештера (низводно), који су такође потопљени, дренира већи део централне крашке површи Мироча (Штрпско корито). Истицање се јавља на контакту јурских кречњака и карбонских гранита, на око 15m изнад некадашњег нивоа Дунава. Минимална издашност је 20л/с, максимална 1m³/s. У хемијском саставу доминирају јони калцијума и хидрокарбонатни јони.